# Nights: Journey of Dreams
Nights: Journey of Dreams (ナイツ 〜星降る夜の物語〜, Hoshi Furu Yoru no Monogatari) é um jogo eletrônico para Wii. É a sequência do título de 1996 do Sega Saturn, Nights into Dreams.... É o quarto jogo desenvolvido pela Sega Studio USA, com Takashi Iizuka, o cabeça da marca estadunidense e um dos designers do original, como produtor, diretor, e líder designer de jogo. Como o primeiro jogo, o jogo se passa no mundo dos sonhos de Nightopia, no qual está sob ameaça de criaturas de nightmare chamadas Nightmaren, e a jogabilidade é baseada em torno do voo de um Nightmaren rebelde do tipo curinga denominado Nights.

## Jogabilidade
Muito parecido com o primeiro jogo, o ponto primário da jogabilidades é voar, em espiral e loop através de mundos variados, passando através de anéis e coletando orbes (chips). Aumentando os poderes pode transformar NiGHTS' na forma de golfinho, dragão, ou míssil, para alcançar áreas não acessíveis. Há também níveis de plataforma onde o jogador controla uma das crianças. Há uma variedade de estilos de jogabilidade, e NiGHTS não é jogável em todos os níveis.
O jogo apresenta quatro diferentes opções de controle, tendo o Wii Remote como um controle só, o Wii Remote em combinação com Nunchuk, o controle do Nintendo GameCube e o controle clássico.
O jogador começa escolhendo um dos dois sonhadores, os personagens principais do jogo, e de um pátio central chamado Dream Gate, eles escolhem um dos sete mundos que desejam jogar. Quando um jogador entra em um novo mundo, automaticamente lhes é dado uma primeira missão desse mundo. Depois de completar com êxito a missão e derrotar o chefe do mundo, mais missões ficarão disponíveis, no qual pode ser escolhido quando o jogador entrar neste mundo.
Quando o mundo é escolhido, o jogador começa como um dos sonhadores. Enquanto o objetivo principal é jogar como, os sonhadores podem explorar o mundo à vontade, embora com só um montante limitado de tempo. Abrindo os baús de tesouro, os jogadores podem estender o tempo com o sonhador. Quando o jogador começa a jogar no nível como NiGHTS, eles precisarão encontrá-lo e subir para dentro da prisão de NiGHTS, fazendo com que o sonhador dualize com esse.

NiGHTS usando a Dolphin Mask

A jogabilidade envolve o uso das "persona masks" que transformam NiGHTS e as dão novas habilidades. Com algumas persona masks, NiGHTS é capaz de se transformar na forma da máscara com o sonhador, enquanto algumas são usadas sem o sonhador.
Quando destravadas, as persona masks podem ser encontradas no mundo lar chamado Dream Gate. Para se acostumar com as novas formas, há tutoriais na área do Dream Gate, assim como acontece quando se começa a jogar e a aprender sobre o voo de NiGHTS. Uma pequena área está localizada nos perímetros exteriores para testar NiGHTS com a máscara de golfinho.
Na luta final contra Wizeman para ambos os sonhadores, os três personagens são usados em uma ordem aleatória. Duas  persona mask adicionais são de propriedade de NiGHTS e Reala, mas as competências destas máscaras nunca são mostradas.
A ideia das máscaras persona foi inspirado no primeiro jogo, NiGHTS into Dreams ..., onde NiGHTS se transforma em um trenó na pista do estágio Frozen Bell, infla no estágio Soft Museum e cria nadadeiras no estágio Splash Garden. Em Journey of Dreams, esse também pode se transformar em um barco no estágio de Pure Valley, e um carro de montanha-russa na fase Lost Park.
NiGHTS: Journey of Dreams tem dois modos multiplayer: Battle Mode e Speed Mode. O Speed mode é jogável online via Nintendo Wi-Fi Connection. O jogo também manterá os pontos altos feitos nos níveis em single player e os publicará no placar online. Quando o jogador seleciona uma das duas histórias, o jogo automaticamente atualizará seus pontos e os mostrará no rank online.
De Nights into Dreams..., a característica de vida artificial (A-Life) está de volta em NiGHTS: Journey of Dreams, também conhecida como "My Dream". esta é uma característica onde o jogador pode capturar, criar e combinar os habitantes do mundo de Nightopia e Nightmaren em seu próprio desenvolvimento de ambiente de teste.
Os Nightopians fora do mundo My Dream agem com inteligência artificial similar como faziam no primeiro jogo: eles seguirão as crianças se as alimentarem com fichas azuis, e entrarão em pânico se os Nightmarens, atrás de NiGHTS, estão por perto. Além disto, com os Nightopias, pode-se fazer uma criatura chamada Mepian se de alguma forma conseguir fazê-los ter contato físico com os Nightmarens, da mesma forma como no primeiro jogo.
O mundo My Dream recebe habitantes quando Nightopians, os ovos de Nightopian, Nightmarens, Mepians, e os ovos Mepian são sugados em um dos Paraloops de NiGHTS. Os Nightopians e Mepians podem ser cuidados. Eles podem ser carregados, cuidados, alimentados com fichas azuis, e jogados. O Nightmarens, por outro lado, comerão Nightopians e Mepians se esses não forem derrotados com fichas azuis primeiro.
O jogo usa características do Forecast Channel no Wii, modificando as condições de tempo no jogo segundo as condições de tempo do mundo real no mundo My Dream. Também haverá conteúdo especial posto à disposição durante os dias especiais, como a estação de férias.

## Enredo

### Ambiente
Todas as noites, todos os sonhos humanos são jogados em Nightopia e Nightmare, as duas partes do mundo dos sonhos. Em Nightopia, distintos aspectos da personalidade dos sonhadores são representados por esferas coloridas e luminosas conhecidas como "Ideya". No entanto, o governante mal de Nightmare, Wizeman the Wicked, está roubando a energia dos sonhos dos visitantes do sono, a fim de reunir poder para tomar controle de Nightopia e eventualmente o mundo real. Para conseguir isso, esse cria inúmeros seres chamados "Nightmaren", incluindo dois acrobáticos do tipo coringa, seres capazes de voo chamados NiGHTS e Reala. No entanto, NiGHTS se rebela contra os planos de Wizeman, e é punido sendo preso dentro de um palácio Ideya, um recipiente do tipo gazebo para as Ideya dos sonhadores.

### Sinopse
William Taylor e Helen Cartwright são os dois novos sonhadores escolhidos. Will é um aspirante a futebolista, enquanto Helen é um violinista prodígio. São ambos de Londres. As duas crianças estão perto de seus respectivos pais, Helen de sua mãe e Will de seu pai. No entanto, a proximidade entre eles mudou ao longo dos anos, Helen optou por passar mais tempo com suas amigas do que com sua mãe praticando violino, enquanto o pai de Will é transferido para outra cidade para trabalhar e deixa seu filho sozinho. Ambas as crianças sofrem pesadelos individuais e são atacadas por Nightmaren, que persegue-os para o mundo da Nightopia. Lá, os dois filhos separadamente conhecem a coruja sábia e o coringa NiGHTS, que tem a capacidade de "dualizar" com as crianças, permitindo-lhes de partilhar o corpo de NiGHTS e voar pelos céus.  Depois de saberem o que Wizeman está tramando para dominar o mundo dos sonhos e, em seguida, emergir no mundo real, as crianças e NiGHTS resolvem parar Wizeman, mas encontram impedimento do Nightmaren que Wizeman comanda, especialmente do ex-camarada de NiGHTS, Reala.
As histórias das crianças são únicas, mas elas compartilham uma estrutura semelhante em alguns pontos e algumas das cut scenes aparecem em ambas as histórias. Elas convergem umas as outras em certos pontos, permitindo que Will e Helen se reúnam em seus mundos de sonho e  se ajudem, embora Owl diga que normalmente, isso não deve ser possível. A história atinge o seu clímax, quando uma escada aparece no Dream Gate e Helen e NiGHTS ascendem, apenas para NiGHTS ser preso por Wizeman e puxá-los para a escuridão. Will chega tarde demais e vai atrás deles, chegando no céu noturno sobre a Bellbridge, onde ele descobre que agora tem a habilidade de voar por conta própria usando a sua Red Ideya sem NiGHTS. Ele resgata Helen, e os dois seguem para resgatar NiGHTS que foi preso no alto da torre do relógio da Bellbridge. Reala aparece para parar os seus esforços e aceita o desafio de NiGHTS para um confronto final entre esses (se a condição abaixo for atingida). Derrotando-o, o trio se prepara para enfrentar Wizeman e NiGHTS dualiza com ambas as crianças. Will-NiGHTS e Helen-NiGHTS derrotam Wizeman, que lhes assegura que, enquanto os seres humanos temerem, ele nunca desaparecerá realmente. No dia seguinte, as crianças separadamente realizam seus objetivos; Helen toca no palco com sua mãe em um recital com um estrondoso aplauso, enquanto Will faz o gol da vitória para o seu time de futebol depois de ver que seu pai voltou para vê-lo.

## Desenvolvimento
Takashi Iizuka primeiro começou a trabalhar em NiGHTS 2 em Novembro de 2005, depois Shadow the Hedgehog foi lançado. Em Maio de 2006 o desenvolvimento atual começou.

### Air NiGHTS
Pedidos por uma sequência de NiGHTS into Dreams... tem sido forte por muitos anos. Um jogo com o título de Air NiGHTS esteve em desenvolvimento para usar um sensor de movimento no controle analógico do Saturn, e desenvolvimento foi movido mais tarde para o Dreamcast por um tempo, mas eventualmente o projeto foi descontinuado e terminou em um mero protótipo para a tecnologia de sensor de movimento que foi mais tarde usada no jogo da Sonic Team, Samba De Amigo.
De acordo com o produtor e programador principal do primeiro jogo de NiGHTS, Yuji Naka: 
Eu sei que muitas pessoas amaram e quer que façamos uma sequência, mas para nós é realmente um jogo importante. Do mesmo jeito que Spielberg gosta tanto de E.T. ele não fará um remake, Eu não quero fazer outro NiGHTS.
Em uma entrevista na edição de Novembro de 2003 da Edge, ele foi questionado Em uma entrevista na edição de novembro de 2003 da Edge, perguntaram-lhe se ele gostaria de desenvolver outro jogo de NiGHTS:
| “ | Eu vejo NiGHTS como uma licença. Tratando com tal licença do passado é bastante trabalho, mas eu gostaria de usar "NiGHTS" para reforçar a identidade da Sega, sim. | ” |

Em Abril de 2006 a revista japonesa de videogame Famitsu publicou implicando que uma sequência de NiGHTS estava em desenvolvimento para o Wii. Os rumores quanto a uma versão do Wii continuaram aparecendo durante 2006.

### Confirmação na primavera de 2007
Em Março de 2007, Sega.com fez uma pesquisa de opinião pública titulado "pesquisa de opinião pública intitulada "Que jogo/personagem da você queria ver o regresso?" apresentando "NiGHTS" como uma das opções (junto "com Streets of Rage", "Samba de Amigo", "Virtua Fighter" e "Flicky").
Em volta do mesmo tempo da pesquisa de opinião pública, a "Revista Oficial da Nintendo" afirmou que um jogo vindouro do Wii seria revelado em sua edição de Maio de 2007. Ela imprimiu as palavras "um jogo clássico faz um regresso vencido longo" embaixo de uma imagem de um constelação em forma do logotipo de "NiGHTS". Isto causou uma nova especulação no futuro da franchise. entretanto, a proximidade da edição ao Dia da mentira deixou a validade do reportagem em questionamento. A Revista oficial da Nintendo deixou claro que a pegadinha era válida, mas também nunca deixaram claro que se referiam a uma sequência de NiGHTS.
Na capa da edição de Abril de 2007 da revista sueca Gamereactor, um Nights redesenhado suavemente é mostrado, junto com o texto "o regresso do dreamdemon da Sega." A capa foi desde então substituída com um traçado de "NiGHTS", com a "GameReactor" comentando que a Sega tinha os contatado sobre isso.
Na edição de Abril da revista portuguesa "Maxi Consolas", as primeiras imagens do jogo foram publicadas, finalmente confirmando a existência de um novo jogo de "NiGHS" para o Wii. Os scans do artigo foram postados no artigo para a Jeux-France. O artigo informa que a Sega anunciará oficialmente o jogo no início do Abril.
Em Abril de 2007, a "Famitsu" anunciou o nome NiGHTS: Journey of Dreams.

## Recepção
Os reviews totais foram misturados, calculando uma média em volta de 74 %. A "Nintendo Power", revendo o jogo na sua edição de janeiro de 2008, deu ao jogo uma nota de 9 fora de 10, dizendo o "Diretor Takashi Iizuka e a sua equipe bateram fora do parque, entregando uma continuação de modo digno do seu predecessor lendário em todas as maneiras." A "Electronic Gaming Monthly" também reviu o jogo na sua edição de janeiro de 2008, dando o jogo em torno de 7.0, 7.5, e 7.0, calculando a media de pontos de 7.2/10. Eles louvaram o jogo do seu estilo de arte atraente, trilha sonora agradável, e a sua fidelidade ao jogo original, mas criticaram-no pelos segmentos de plataforma 3D, batalhas de chefe confusas, e dizendo que os controles remotos  do Wii não trabalham quase bem como o esquema de controle padrão. A IGN marcou o jogo com 6.5/10, dizendo que é só para fãs fíeis do original. A GameSpot marcou o jogo com 7.5/10, e a Game Zone deu-lhe 8/10. A "Famitsu" deu ao jogo uma conta total de 29 fora de 40, louvando-o por sua história agradável e o bom valor de jogar novamente, mas criticando os controles que às vezes aborrecem.